# Comuna de Podgórzyn
Podgórzyn (polaco: Gmina Podgórzyn) é uma gminy (comuna) na Polónia, na voivodia de Baixa Silésia e no condado de Jeleniogórski. A sede do condado é a cidade de Podgórzyn.
De acordo com os censos de 2004, a comuna tem 7824 habitantes, com uma densidade 94,9 hab/km².

## Área
Estende-se por uma área de 82,47 km², incluindo:
- área agricola: 37%
- área florestal: 51%

## Demografia
Dados de 30 de Junho 2004:
|                      | Total   | Total | Mulheres | Mulheres | Homens  | Homens |
| -------------------- | ------- | ----- | -------- | -------- | ------- | ------ |
|                      | pessoas | %     | pessoas  | %        | pessoas | %      |
| População            | 7824    | 100   | 4027     | 51,5     | 3797    | 48,5   |
| Densidade (pop./km²) | 94,9    | 100   | 48,8     | 48,8     | 46      | 46     |

De acordo com dados de 2002, o rendimento médio per capita ascendia a 1429,66 zł.

## Subdivisões
- Borowice, Głębock, Marczyce, Miłków, Podgórzyn, Przesieka, Sosnówka, Staniszów, Ściegny, Zachełmie.

## Comunas vizinhas
- Jelenia Góra, Karpacz, Kowary, Mysłakowice, Piechowice.